# St. Michael (Ahe)

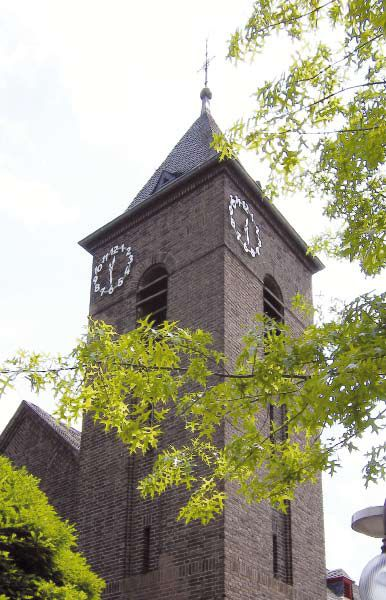
Pfarrkirche St. Michael in Ahe

Die Pfarrkirche St. Michael ist ein denkmalgeschützter Sakralbau, der sich im Stadtteil Ahe in der Kreisstadt Bergheim im Rhein-Erft-Kreis befindet.

## Geschichte
Ursprünglich gehörte Ahe zur Pfarrei Heppendorf. Am 1. April 1924 erhob Erzbischof Kardinal Schulte die Rektoratsgemeinde Ahe zur Pfarrgemeinde. Bislang bestand in Ahe nur eine dem heiligen Michael geweihte Kapelle. Am 7. April 1929 legte man den Grundstein für den Bau einer
neuen Kirche. Die Pläne entwarf der Sindorfer Architekt Hans Jülich. Die Kirche konnte bereits am 30. Oktober desselben Jahres geweiht werden.
In den Tagen nach dem Einmarsch der amerikanischen Truppen am 28. Februar 1945 wurde die Kirche durch Artilleriebeschuss schwer beschädigt. Die Kriegsschäden konnten erst 1949 beseitigt werden. Weitere Renovierungen erfolgten 1952 und 1993 bis 1995.

## Architektur
Bei der Pfarrkirche St. Michael handelt es sich um eine Backsteinsaalkirche. Der Kirchenbau wird durch einen seitlich angebauten viergeschossigen Turm mit Haube geprägt. Die Turmaußenmauer
wird durch ein Backsteinmosaik aufgelockert. Im Bereich des Eingangs, der sich hinter einer dreifach rundbogig geöffneten Loggia befindet, schließt sich ein runder Erker an. Die
rundbogigen Fenster am Saal sind jeweils zu Zwillingsfenstern gruppiert. An wichtigen Sakralgegenständen beherbergt die Kirche ein hölzernes Kruzifix aus dem 14. Jahrhundert sowie
eine Muttergottes mit Kind aus dem 17. Jahrhundert.

## Baudenkmal
Die Pfarrkirche St. Michael ist mit der Denkmalnummer 37 in die Liste der Baudenkmäler in Ahe (Bergheim) eingetragen. Die Beschreibung lautet:

Der Kirchenbau wird durch einen seitlich ausgestellten, 4-seitigen Turm mit 4-seitiger Haube geprägt. Die Turmaußenmauer wird durch ein Backsteinmosaik aufgelockert. Im Bereich des Eingangs, der sich hinter einer 3-fach rundbogig geöffneten Loggia befindet, schließt sich ein runder Eckerker an. Die durchweg rundbogigen Fenster am Saal sind jeweils zu Zwillingsfenstern gruppiert. Am 4-geschossigen Turm befinden sich rundbogige Klangfenster. Ahe gehörte früher kirchlich zu Heppendorf, besaß aber eine eigene Pfarre. 1894 wurde Ahe Kapellengemeinde, 1924 selbständige Pfarre.